# 3M-54 Kalibr
De 3M-54 Kalibr (Russisch: Калибр) is een Russisch kruisvluchtwapen in dienst sinds 2016 dat gericht kan worden tegen doelen op land, schepen en onderzeeboten. Het kruisvluchtwapen kan gelanceerd worden vanaf een schip, onderzeeboot of vliegtuig. Het kan een conventionele lading tot 500 kg dragen, maar ook een kernwapen.
Rusland heeft de 3M-54 Kalibr ingezet in de Syrische Burgeroorlog  en bij de Russische invasie van Oekraïne in 2022.

## Gebruikers
- Rusland
- Algerije
- China[7]
- India[8]
- Vietnam[9]